# 장승포항

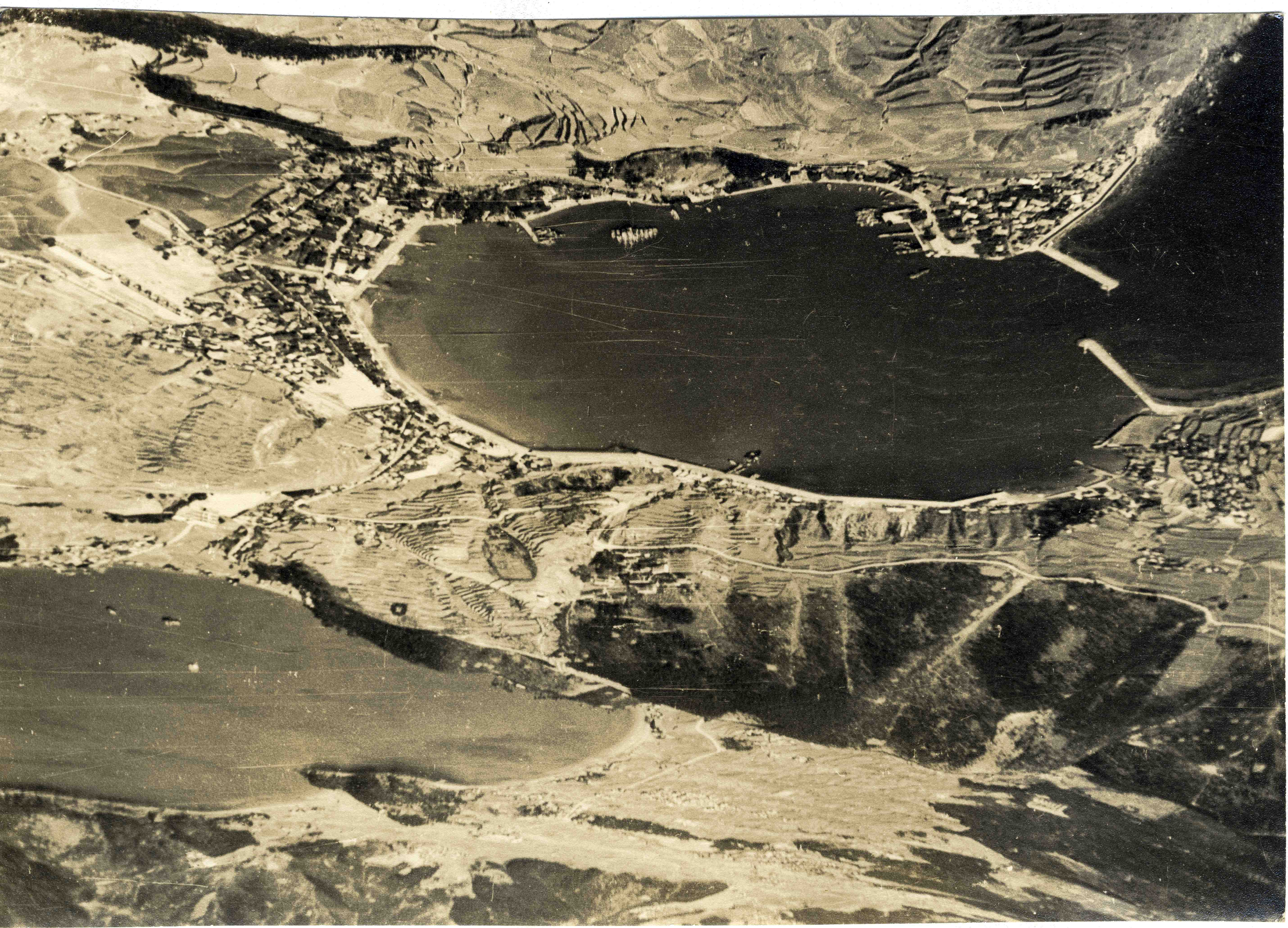
1950년대_장승포항.jpg

장승포항(長承浦港)은 대한민국 경상남도 거제시 장승포동에 위치한 무역항이다.

1889년 
(고종 26년)에 한일통어장정(韓日通漁章程) 이후 일본 입좌촌 어민들이 들어와 마을을 이루었고 1930년 방파제를 쌓아 어항과 무역항으로 발전하기 시작해   1965년 6월 25일  무역항으로 지정되었으나 거가대교 개통에 따른 해운여객 감소로 해운물류 기능이 위축되었다.